# Relaciones Estados Unidos-Uruguay

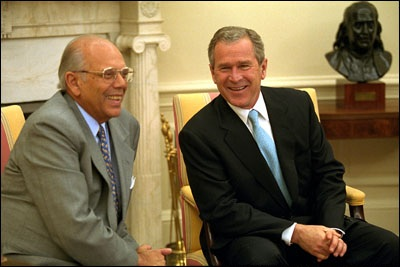
Presidentes Jorge Batlle y George W. Bush en el Despacho Oval, en la Casa Blanca, 2001.

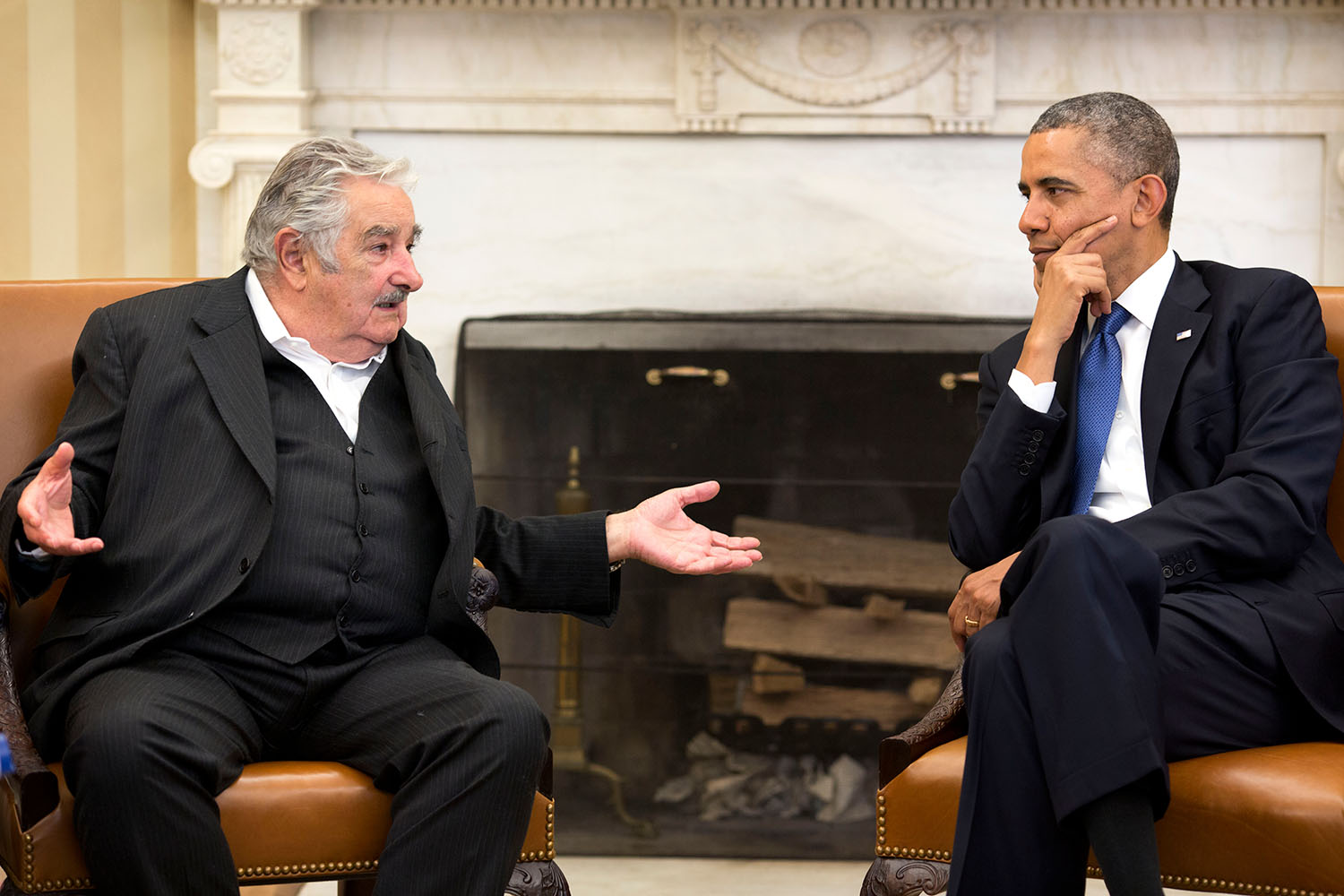
Presidentes José Mujica y Barack Obama en el Despacho Oval, en la Casa Blanca, 2014.

Las relaciones Estados Unidos-Uruguay son las relaciones exteriores entre Uruguay y Estados Unidos. Tradicionalmente, las relaciones se han basado en una perspectiva común y en el énfasis en los ideales democráticos.

## Historia
Desde el punto de vista histórico, a partir de la década de 1890 Uruguay tomó la delantera en llegar a los Estados Unidos para contrarrestar la fuerte presencia de negocios británicos. Los Estados Unidos respondieron amistosamente. Knarr argumenta:
Estados Unidos no necesitó forzar a Uruguay económicamente, políticamente o militarmente para alcanzar sus metas; Uruguay era una nación amigable y estable que los Estados Unidos podían utilizar como puerta de entrada económica y política al Cono Sur.
En 2002, Uruguay y los Estados Unidos crearon una Comisión Mixta de Comercio e Inversión (JCTI) para intercambiar ideas sobre una variedad de temas económicos. En marzo de 2003, la JCTI identificó seis áreas de concentración hasta la eventual firma del Área de Libre Comercio de las Américas (ALCA): cuestiones duraderas, propiedad intelectual, inversión, mano de obra, Biofísico), y el comercio de bienes. A finales de 2004, Uruguay y Estados Unidos firmaron un Acuerdo Cielos Abiertos, que fue ratificado en mayo de 2006. En noviembre de 2005, firmaron un Tratado Bilateral de Inversión (BIT), que entró en vigor el 1 de noviembre de 2006. En enero de 2007 se firmó un Acuerdo Marco de Comercio e Inversión (TIFA). Más de 80 empresas estadounidenses operan en Uruguay y muchos más comercializan bienes y servicios estadounidenses.
Uruguay colabora con los Estados Unidos en cuestiones tales como los esfuerzos regionales para combatir el narcotráfico y el terrorismo. También ha sido muy activo en cuestiones de derechos humanos.
Desde 1999 hasta principios de 2003, los ciudadanos uruguayos fueron eximidos del visado al entrar en los Estados Unidos bajo el Programa de Exención de Visas (Visa Waiver Program). Esta exención fue retirada el 16 de abril de 2003, con base en las altas tasas de excedencia para los uruguayos y las preocupaciones de seguridad nacional en todo el mundo.

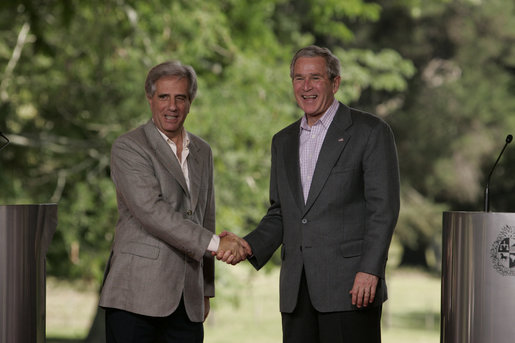
Presidentes Tabaré Vázquez y George W. Bush en la Residencia de Anchorena, 2007.

Bajo Tabaré Vázquez, Presidente de Uruguay desde 2005, Uruguay ha tomado posiciones sobre una serie de temas muy diferentes a los de Estados Unidos.
Según el Informe 2012 de Liderazgo Global de Estados Unidos, el 40% de los uruguayos aprueban el liderazgo de Estados Unidos, con un 22% de desaprobación y un 38% de incertidumbre.

## Oficiales de la Embajada de los Estados Unidos
- Embajador-- Jennifer Savage (encargada de negocios)

## Funcionarios de la Embajada Uruguaya
- Embajador--Carlos Pita

## Misiones diplomáticas residentes

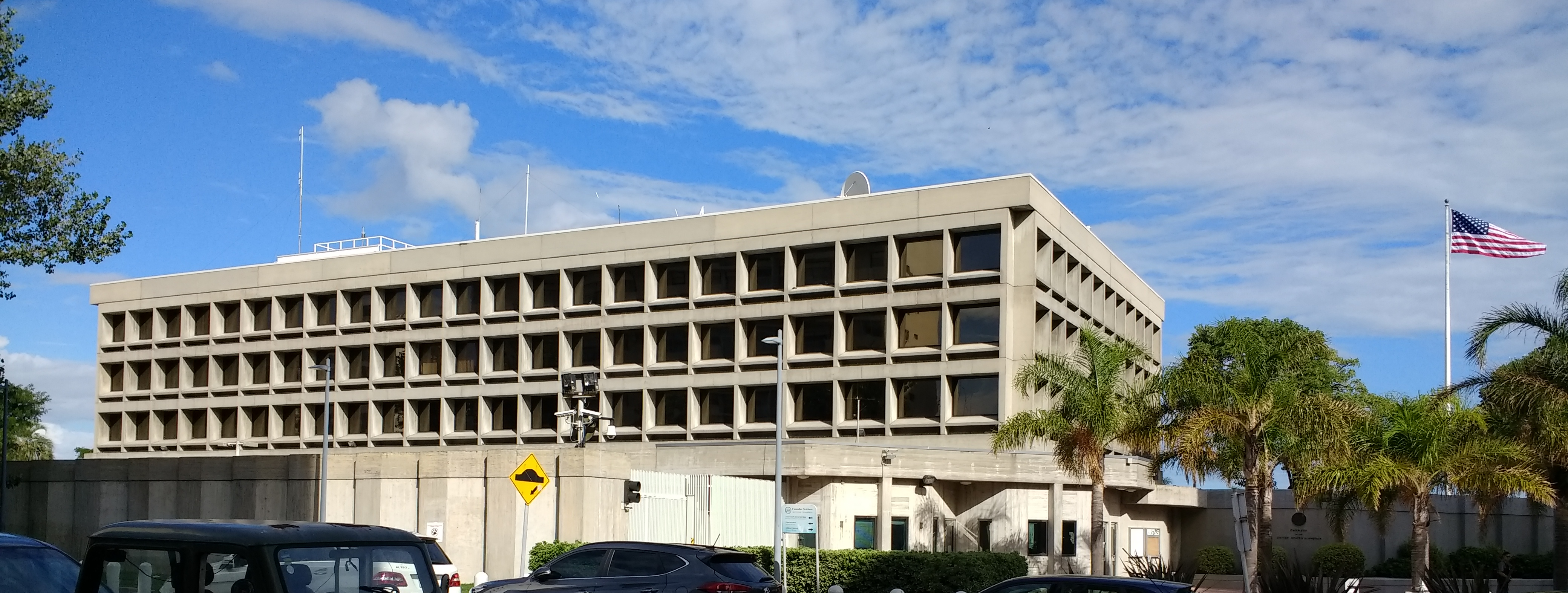
Embajada de los Estados Unidos en Montevideo.
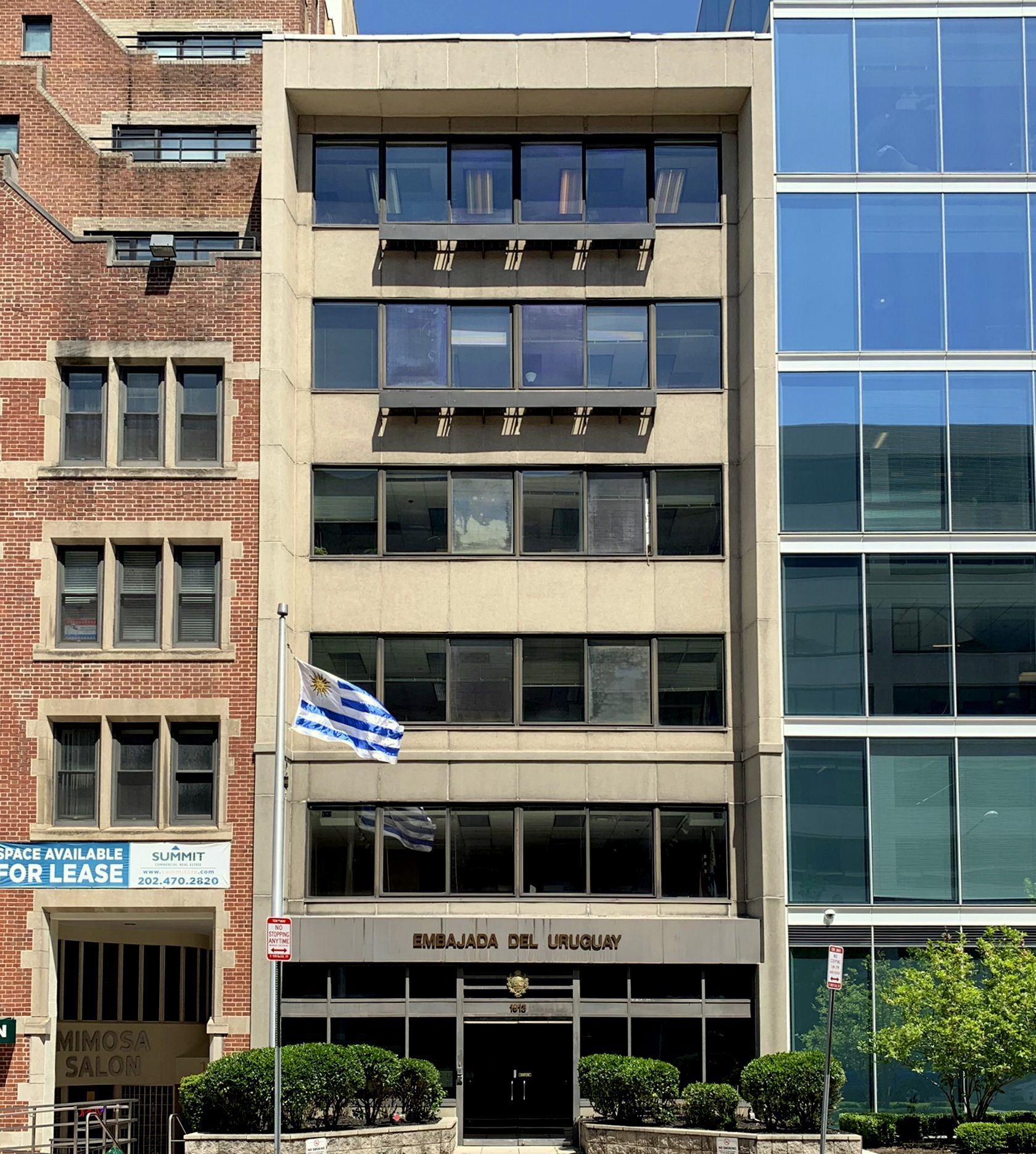
Embajada de Uruguay en Washington D. C.

## Lecturas externas
- James C. Knarr, Uruguay and the United States, 1903-1929: Diplomacy in the Progressive Era. (Kent State University Press; 2012) online review